# Амел Муйчинович
Амел Муйчинович (словен. Amel Mujčinovič, нар. 20 листопада 1973, Тузла, СФРЮ) — колишній боснійський футболіст, що грав на позиції воротаря.
Виступав за національну збірну Боснії і Герцеговини.

## Клубна кар'єра
У дорослому футболі дебютував 1995 року виступами за команду клубу «Змай од Босне», в якій того року взяв участь у 15 матчах чемпіонату.
Своєю грою за цю команду привернув увагу представників тренерського штабу клубу «Публікум» (Цельє), до складу якого приєднався 1995 року. Відіграв за команду із Цельє наступні шість сезонів своєї ігрової кар'єри. Більшість часу, проведеного у складі «Публікума», був основним гравцем команди.
Згодом з 2001 по 2006 рік грав у складі команд клубів «Анжі» та «Мура 05».
2005 року перейшов до клубу «Цельє», за який відіграв 10 сезонів. Завершив професійну кар'єру футболіста виступами за команду «Цельє» у 2016 році.

## Виступи за збірну
2001 року провів свій перший і єдиний офіційний матч у складі національної збірної Боснії і Герцеговини.